# Robyn
Robin Miriam Carlsson (ur. 12 czerwca 1979 w Sztokholmie), znana jako Robyn – szwedzka piosenkarka, autorka tekstów i producentka muzyczna. Dziesięciokrotna laureatka nagrody szwedzkiego przemysłu fonograficznego Grammis.

## Kariera

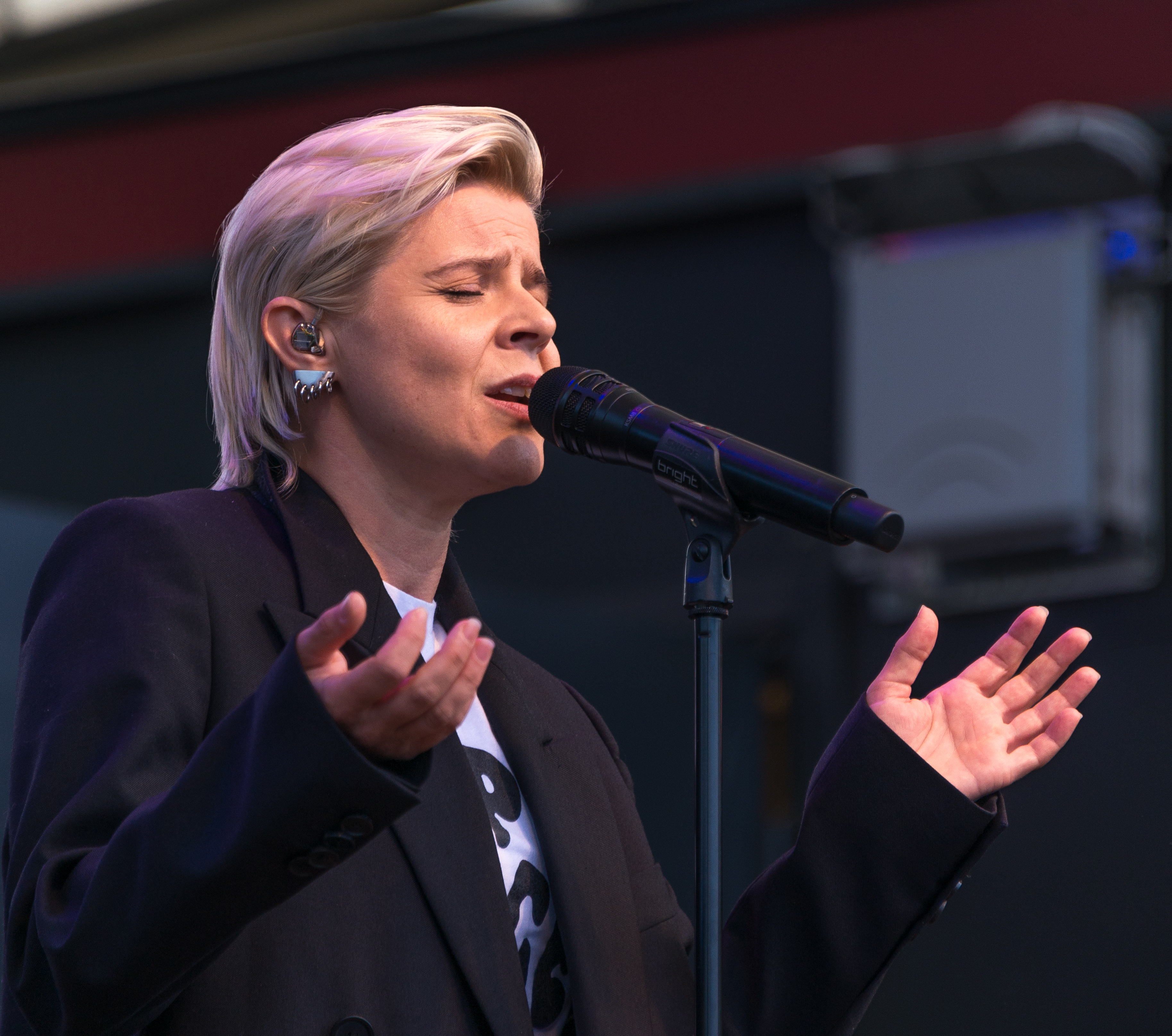
Robyn podczas koncertu w ramach demonstracji klimatycznej Fridays for Future w Sztokholmie (2019)

W 1991 nagrała motyw muzyczny do telewizyjnego programu rozrywkowego Lilla Sportspegeln. W 1994 podpisała kontrakt z wytwórnią RCA Records. Popularność zyskała po wydaniu przebojów „Show Me Love” i „Do You Know (What It Takes)” z debiutanckiego albumu Robyn Is Here (1997). Kolejna płyta My Truth, wydana w 1999, odniosła sukces jedynie w Szwecji.
Po zmianie wytwórni z RCA na Jive Records w 2002 wydała album pt. Don’t Stop the Music, który odniósł umiarkowany sukces na rynku. W 2004 zaproponowała wytwórni electropopowy singiel „Who's That Girl?”, który ta jednak odrzuciła, co sprowokowało artystkę do odejścia z Jive i założenia własnej wytwórni, Konichiwa Records. Czwarty album, zatytułowany po prostu Robyn, otrzymał pozytywne recenzje i dobrze się sprzedawał, m.in. dotarł do pierwszego miejsca szwedzkiej listy sprzedaży. Jednak płyta, wydana jeszcze w 2005 w Szwecji i Norwegii, do sklepów w reszcie świata dotarła dopiero w 2007/2008.
Przełomowy dla kariery Robyn okazał się singiel „With Every Heartbeat”, nagrany z Kleerupem, który w lipcu 2007 dotarł na szczyt brytyjskiej listy przebojów UK Singles Chart. Jako że na kolejną płytę zostało nagrane dużo materiału, Robyn wydała go w 2010 na trzech albumach: Body Talk Pt.1 ukazała się 14/15 czerwca, Body Talk Pt. 2 – 6 września, a EP Body Talk Pt. 3 (jak też kompilujący wszystkie trzy wydawnictwa Body Talk) – 22 listopada. Z każdej płyty wydano po jednym singlu; najpopularniejsze okazały się „Dancing on My Own” (dotarł do ósmego miejsca na UK Singles Chart, #1 w Szwecji) i „Call Your Girlfriend” (zajął pierwsze miejsce na Hot Dance Club Songs).

## Dyskografia

### Albumy
| Robyn Is Here                           | - Data: 24 czerwca 1997 - Wydawca: Ricochet, BMG       | 8 | —  | —  | —  | 57  | 68 | - USA: platynowa płyta - SWE: złota płyta |
| My Truth                                | - Data: 17 marca 1999 - Wydawca: Ricochet, BMG         | 2 | —  | —  | —  | —   | —  | - SWE: platynowa płyta                    |
| Don't Stop the Music                    | - Data: 18 listopada 2003 - Wydawca: RCA, BMG          | 2 | —  | —  | —  | —   | —  | - SWE: platynowa płyta                    |
| Robyn                                   | - Data: 16 maja 2005 - Wydawca: Konichiwa Records      | 1 | 35 | —  | 11 | 100 | —  | - SWE: platynowa płyta - UK: złota płyta  |
| Body Talk                               | - Data: 22 listopada 2010 - Wydawca: Konichiwa Records | — | 8  | 13 | —  | 142 | —  | - DNK: złota płyta                        |
| "—" oznacza, że album nie był notowany. |                                                        |   |    |    |    |     |    |                                           |

### Minialbumy
| The Rakamonie EP                         | - Data: 20 listopada 2006 - Wydawca: Konichiwa Records | — | — | —  | —  | —  | —  | —  |                                       |
| The Cherrytree Sessions                  | - Data: 3 lutego 2009 - Wydawca: Konichiwa Records     | — | — | —  | —  | —  | —  | —  |                                       |
| Body Talk Pt. 1                          | - Data: 15 czerwca 2010 - Wydawca: Konichiwa Records   | 1 | 4 | 46 | 4  | 40 | 47 | 97 | - SWE: złota płyta - DNK: złota płyta |
| Body Talk Pt. 2                          | - Data: 7 września 2010 - Wydawca: Konichiwa Records   | 1 | 3 | 47 | 1  | 50 | 38 | 41 |                                       |
| Body Talk Pt. 3                          | - Data: 24 listopada 2010 - Wydawca: Konichiwa Records | 2 | — | —  | 27 | —  | —  | —  |                                       |
| Do It Again (oraz Röyksopp)              | - Data: 23 maja 2014 - Wydawca: Dog Triumph            | — | 3 | 70 | 5  | 49 | 20 | 14 |                                       |
| Love is Free (oraz La Bagatelle Magique) | - Data: 7 sierpnia 2015 - Wydawca: Konichiwa Records   | — | — | —  | —  | —  | —  | —  |                                       |
| "—" oznacza, że album nie był notowany.  |                                                        |   |   |    |    |    |    |    |                                       |

### Kompilacje
| Tytuł               | Dane dot. albumu                                       |
| ------------------- | ------------------------------------------------------ |
| Robyn's Best        | - Data: 1 czerwca 2004 - Wydawca: BMG Special Products |
| Det bästa med Robyn | - Data: 1 września 2006 - Wydawca: Sony BMG Music      |

### Single
| "You've Got That Somethin'"                               | 1995 | 24 | —  | 85 | —  | 54 |                    | Robyn Is Here        |
| "Do You Really Want Me"                                   | 1995 | 2  | 7  | —  | —  | 20 | - SWE: złota płyta | Robyn Is Here        |
| "Do You Know What It Takes"                               | 1995 | 10 | —  | —  | —  | 26 | - USA: złota płyta | Robyn Is Here        |
| "Don't Want You Back"                                     | 1996 | —  | —  | —  | —  | —  |                    | Robyn Is Here        |
| "Roll With Me" (Blacknuss featuring Robyn, Joshua & Abel) | 1996 | —  | —  | —  | —  | —  |                    | Allstars             |
| "Show Me Love"                                            | 1997 | 14 | —  | 70 | —  | 8  | - USA: złota płyta | Robyn Is Here        |
| "Electric"                                                | 1999 | 6  | —  | —  | —  | —  | - SWE: złota płyta | My Truth             |
| "Play"                                                    | 1999 | 31 | —  | —  | —  | —  |                    | My Truth             |
| "My Only Reason"                                          | 1999 | 53 | —  | —  | —  | —  |                    | My Truth             |
| "Main Thing"                                              | 2000 | —  | —  | —  | —  | —  |                    | My Truth             |
| "Keep This Fire Burning"                                  | 2002 | 3  | 19 | —  | 7  | —  | - SWE: złota płyta | Don't Stop The Music |
| "Blow My Mind"                                            | 2002 | —  | —  | —  | —  | —  |                    | Don't Stop The Music |
| "Don't Stop The Music"                                    | 2002 | 7  | 19 | —  | —  | —  |                    | Don't Stop The Music |
| "O Baby"                                                  | 2003 | —  | —  | —  | —  | —  |                    | Don't Stop The Music |
| "Handle Me"                                               | 2005 | 2  | —  | 68 | 11 | 17 |                    | Robyn                |
| "Who's That Girl"                                         | 2005 | 37 | —  | —  | —  | 26 |                    | Robyn                |
| "Crash And Burn Girl"                                     | 2005 | —  | —  | —  | —  | —  |                    | Robyn                |
| "Be Mine"                                                 | 2005 | 3  | 13 | 59 | —  | 10 |                    | Robyn                |
| "—" singel nie był notowany.                              |      |    |    |    |    |    |                    |                      |

## Nagrody i wyróżnienia
| Rok  | Kategoria                                   | Tytułem                  | Nagroda     | Nota      | Źródło |
| ---- | ------------------------------------------- | ------------------------ | ----------- | --------- | ------ |
| 1995 | Szwedzka artystka roku                      | Robyn                    | Rockbjörnen | Wygrana   | [ 58 ] |
| 1996 | Artystka roku – pop/rock                    | Robyn Is Here            | Grammis     | Nominacja | [ 59 ] |
| 1996 | Debiut roku                                 | Robyn Is Here            | Grammis     | Nominacja | [ 60 ] |
| 1996 | Piosenka roku                               | "Do You Really Want Me"  | Grammis     | Nominacja | [ 61 ] |
| 1999 | Szwedzka artystka roku                      | Robyn                    | Rockbjörnen | Wygrana   | [ 58 ] |
| 2000 | Album roku                                  | My Truth                 | Grammis     | Nominacja | [ 62 ] |
| 2000 | Artystka roku – pop/rock                    | My Truth                 | Grammis     | Wygrana   | [ 63 ] |
| 2000 | Artysta roku                                | Robyn                    | Grammis     | Nominacja | [ 64 ] |
| 2002 | Szwedzka artystka roku                      | Robyn                    | Rockbjörnen | Wygrana   | [ 58 ] |
| 2003 | Piosenka roku                               | "Keep This Fire Burning" | Grammis     | Nominacja | [ 65 ] |
| 2003 | Artystka roku - pop/rock                    | Don't Stop the Music     | Grammis     | Wygrana   | [ 66 ] |
| 2003 | Album roku                                  | Don't Stop the Music     | Grammis     | Nominacja | [ 67 ] |
| 2003 | Artysta roku                                | Don't Stop the Music     | Grammis     | Nominacja | [ 68 ] |
| 2006 | Najlepsza artystka popowa roku              | Robyn                    | Grammis     | Wygrana   | [ 69 ] |
| 2006 | Album roku                                  | Robyn                    | Grammis     | Wygrana   | [ 70 ] |
| 2006 | Kompozytor roku                             | Robyn                    | Grammis     | Wygrana   | [ 71 ] |
| 2006 | Piosenka roku                               | "Be Mine"                | Grammis     | Nominacja | [ 72 ] |
| 2006 | Artysta roku                                | Robyn                    | Grammis     | Nominacja | [ 73 ] |
| 2009 | Najlepszy występ na żywo roku               | Robyn                    | Grammis     | Wygrana   | [ 74 ] |
| 2010 | Najlepsza szwedzka artystka na żywo         | Robyn                    | Rockbjörnen | Wygrana   | [ 58 ] |
| 2011 | Artystka roku                               | Body Talk                | Grammis     | Wygrana   | [ 75 ] |
| 2011 | Album roku                                  | Body Talk                | Grammis     | Wygrana   | [ 76 ] |
| 2011 | Kompozytor roku                             | Body Talk                | Grammis     | Wygrana   | [ 77 ] |
| 2011 | Artysta roku                                | Body Talk                | Grammis     | Nominacja | [ 78 ] |
| 2011 | Piosenka roku                               | "Dancing On My Own"      | Grammis     | Wygrana   | [ 79 ] |
| 2011 | Szwedzki artysta z międzynarodowym sukcesem | Robyn                    | Grammis     | Nominacja | [ 80 ] |